# Rurouni Kenshin: Origins
Rurouni Kenshin: Origins (jap. るろうに剣心 Rurōni Kenshin) – japoński film akcji z 2012 roku w reżyserii Keishiego Ōtomo, będący ekranizacją mangi pod tym samym tytułem. Piosenką przewodnią filmu była The Beginning śpiewana przez One Ok Rock.
Box office filmu w Japonii wyniósł 3,01 mld jenów, a ogólnie 61,7 mln dolarów.
W Polsce film dostępny jest za pośrednictwem serwisu Netflix.

## Opis fabuły
Film rozpoczyna się od sceny ukazującej bitwę pod Toba-Fushimi, autentyczne wydarzenie historyczne ze stycznia 1868 roku. Głównym bohaterem jest uczestniczący w tej potyczce zawodowy zabójca Kenshin Himura, który przerażony własnymi zbrodniami i rozlewem krwi wtedy właśnie postanawia definitywnie zmienić swoje życie. Przysięga samemu sobie, że nie będzie nigdy więcej zabijał. Kolejne lata spędza jako wędrowiec bez stałego miejsca zamieszkania, bezinteresownie pomagający zwykłym ludziom mistrz fechtunku, posługujący się mieczem z odwróconym ostrzem - tak, by móc nim bić, ale nie zadawać śmierć. 
Ponownie poznajemy bohatera po dziesięciu latach od tamtej bitwy. Przybywa do Tokio, gdzie poznaje młodą dziewczynę, która odziedziczyła po zmarłym ojcu podupadłe dojo. W tym samym czasie po mieście grasuje okrutny morderca, podszywający się pod dawną tożsamość bohatera. W wyniku splotu zdarzeń Kenshin angażuje się w rozgrywkę przeciwko zbrodniarzowi, a także zatrudniającemu go przedsiębiorcy, w istocie będącemu wytwórcą wyjątkowo uzależniającej odmiany opium. Tłem dla historii jest Japonia w erze gwałtownych przemian społecznych, w wyniku których potężna dotąd klasa samurajów ulega pauperyzacji i jest spychana na margines. 

## Obsada
- Takeru Satō – Kenshin Himura
- Emi Takei – Kaoru Kamiya
- Munetaka Aoki – Sanosuke Sagara
- Teruyuki Kagawa – Kanryū Takeda
- Yū Aoi – Megumi Takani
- Taketo Tanaka – Yahiko Myōjin
- Yōsuke Eguchi – Hajime Saitō
- Eiji Okuda – Aritomo Yamagata
- Kōji Kikkawa – Jin'e Udō
- Gō Ayano – Gein
- Genki Sudō – Banjin Inui
- Teruyuki Kagawa – Kanryū Takeda